# Koen Ridder
Koen Ridder (* 14. März 1985) ist ein niederländischer Badmintonspieler. 

## Karriere
Koen Ridder gewann 2008 die Herrendoppelkonkurrenz bei den Portugal International gemeinsam mit Ruud Bosch. Im Folgejahr siegten beide bei den niederländischen Meisterschaften und den Belgian International. 2010 gewannen sie die Slovenian International und die Spanish International.

## Sportliche Erfolge
| Saison | Veranstaltung                      | Disziplin    | Platz | Name                     |
| ------ | ---------------------------------- | ------------ | ----- | ------------------------ |
| 2007   | Niederländische Meisterschaft      | Herreneinzel | 3     | Koen Ridder              |
| 2008   | Portugal International             | Herrendoppel | 1     | Ruud Bosch / Koen Ridder |
| 2009   | Niederländische Meisterschaft      | Herrendoppel | 1     | Ruud Bosch / Koen Ridder |
| 2009   | Belgian International              | Herrendoppel | 1     | Ruud Bosch / Koen Ridder |
| 2009   | Dutch International                | Herrendoppel | 2     | Ruud Bosch / Koen Ridder |
| 2010   | Slovenian International            | Herrendoppel | 1     | Ruud Bosch / Koen Ridder |
| 2010   | Spanish International              | Herrendoppel | 2     | Ruud Bosch / Koen Ridder |
| 2012   | Norwegian International            | Herrendoppel | 1     | Ruud Bosch / Koen Ridder |
| 2013   | Niederlande: Einzelmeisterschaften | Herrendoppel | 1     | Ruud Bosch / Koen Ridder |